# بقاره

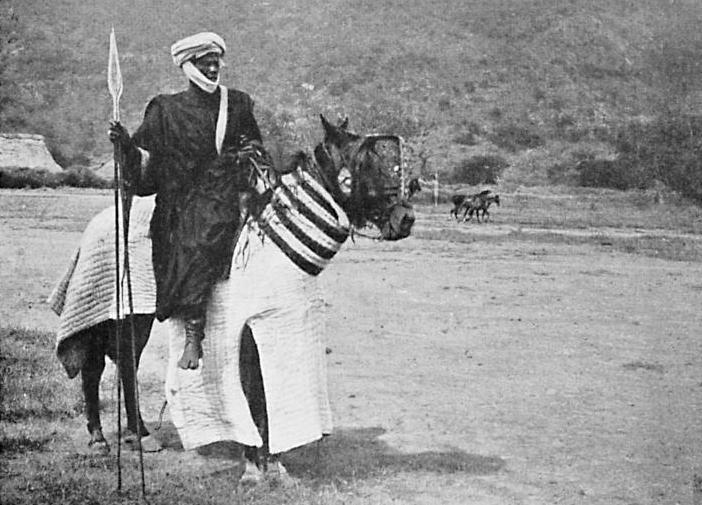

بَقّاره نام گروهی از مردم بیابانگرد عرب‌تبار ساکن ناحیه میان دریاچه چاد و رودخانه نیل در آفریقا است.
زیستگاه آنها بخش‌هایی از کشورهای سودان، (بویژه منطقه دارفور)، نیجر، چاد، کامرون، نیجریه و جمهوری آفریقای مرکزی را در بر می‌گیرد. بقاره‌ها با نام عرب شوا نیز مشهورند زیرا گویش عربی ایشان گویش شُوا نام دارد. مهم‌ترین تیره‌های بقاره در دارفور عبارت‌اند از رزیقات، هبانیه، تعایشه و بنی‌هلبه.
پیشه بیشتر بقاره‌ها گاوچرانی است و نام ایشان نیز در عربی به معنی گاوچران است (بَقَره به زبان عربی یعنی گاو). مردم بقاره به‌طور فصلی کوچ می‌کنند و فصل‌های بارانی را در چراگاه‌ها و فصل‌های خشک را در کنار رودخانه‌ها به‌سر می‌برند.
بقاره‌ها مسلمانند و تبار ایشان به عرب‌هایی از شاخه جُهَینه می‌رسد که در خلال سده‌های میانه از لیبی به دیگر مناطق پخش شدند. در سودان باختری در کل برای عرب‌های کوچ‌نشین بیشتر همین نام بقاره استفاده دارد.
بقاره‌های دارفور و کُردُفان نیروی اصلی خیزش مهدی‌گرایان در دهه ۱۸۸۰ م. علیه فرمانروایی ترک‌ها و مصری‌ها در سودان را تشکیل می‌دادند.